# Kryzys alandzki
Kryzys alandzki – spór między Finlandią i Szwecją o Wyspy Alandzkie.
Po I wojnie światowej i uniezależnieniu Finlandii od Rosji pretensje do archipelagu, zamieszkanego głównie przez ludność mówiącą po szwedzku, zgłosiła Szwecja. Spór rozpatrywała Liga Narodów, której przedstawicielem był szwajcarski polityk Felix Calonder. 24 czerwca 1921 roku Rada Ligi przyznała wyspy Finlandii z zastrzeżeniem przyznania rozległej autonomii dla tamtejszej ludności i utrzymania demilitaryzacji, wprowadzonej przez traktat paryski (1856 roku). 20 października zawarto w Genewie konwencję o statusie archipelagu, jej stronami prócz Szwecji i Finlandii zostały Niemcy, Wielka Brytania, Francja, Włochy, Dania, Polska, Estonia i Łotwa. Art. 9 dozwalał za jednogłośną zgodą stron zaprosić do przystąpienia inne mocarstwo, którego przystąpienie uważać się będzie później za pożądane (chodziło o RFSRR w owym czasie – aż do roku 1934 – ostentacyjnie zwalczającą Ligę). Konwencję sporządzono w języku francuskim, zgodnie z wymogami stawianymi przez traktat wersalski w art. 18 zarejestrowano ją w Sekretariacie Ligi Narodów 6 kwietnia 1922 roku pod nr 255. Na podstawie ustawy z 18 maja 1922 roku Naczelnik Państwa ratyfikował Konwencję 21 czerwca 1922 roku, o czym powiadomiono Sekretarza Ligi będącego depozytariuszem 29 czerwca 1922 roku.